# Brunvit flugsnappare
Brunvit flugsnappare (Cyornis brunneatus) är en hotad asiatisk fågel i familjen flugsnappare. Den häckar i sydöstra Kina och övervintrar i delar av Sydostasien. Arten minskar kraftigt i antal på grund av skogsavvkerningar, så pass att den anses vara utrotningshotad. 

## Utseende och läte
Brunvit flugsnappare är en 15 cm lång och satt, färglös flugsnappare med fläckad strupe. Näbben är rätt lång och kraftigt med blekgul undre näbbhalva. Övre delen av bröstet är brunaktigt. Hos ungfågeln är undre näbbhalvan mörkspetsad, och större täckarna och tertialerna har rostbeigefärgade kanter.
Sången består av en serie vittljudande fallande visslingar.

## Utbredning och systematik
Fågeln häckar i sydöstra Kina och övervintrar i sydvästra Thailand och Malackahalvön. Den behandlas som monotypisk, det vill säga att den inte delas in i några underarter. Nikobarflugsnappare (C. nicobaricus) sågs tidigare som en underart till brunvit flugsnappare. Den urskiljs numera som egen art.

### Släktestillhörighet
Genetiska studier visar att vissa arter som tidigare placerades i släktet Rhinomyias istället är del av Cyornis. Brunvit flugsnappare antas tillhöra den gruppen.

## Levnadssätt
Brunvita flugsnapparen hittas i tät undervegetation av bambu eller i låga buskar i subtropiska städsegröna lövskogar på mellan 600 och 1 600. Den hittas inte i skogar påverkade av avverkningar eller i skogsplantage. På Malackahalvön övervintrar den nästan uteslutande i högväxt ursprunglig skog på platt låglänt mark. Under flyttningen i Thailand har rastande fåglar noterats i låglänt regnskog, blandskog och strandnära mangrovebuskmarker.

## Status och hot
Brunvit flugsnappare tros ha en liten världspopulation bestående av under 10 000 häckande individer. Den tros också minska i antal till följd av skogsavverkning både på häckplats och i övervintringsområdet. Internationella naturvårdsunionen IUCN kategoriserar den därför som sårbar.